# Georges Roux (archéologue)
Pour les articles homonymes, voir Georges Roux et Roux.
Cet article concerne l'archéologue. Pour l'assyriologue, voir Georges Roux (assyriologue).
Georges Roux, de son nom complet Georges Ulysse Albert Roux, est un archéologue classique et épigraphiste spécialiste de la Grèce antique français né le 19 septembre 1919 à Sorgues dans le Vaucluse et mort le 30 juillet 2003 à Lyon,.

## Biographie
Georges Roux effectue ses études secondaires à Carpentras. Il étudie ensuite à l'université de Lyon. Il enseigne dans le secondaire à Saint-Étienne et à Lyon durant quelques années puis obtient l'agrégation de lettres en 1944, session à laquelle il arrive premier. Roux se spécialise et trouve sa voie dans le domaine de la Grèce antique, tant sous l'angle littéraire que sous l'angle archéologique. En Grèce, entre 1948 et 1956, en tant que membre de l'École française d'Athènes, Roux, philhelléniste, effectue des excursions archéologiques centrées sur l'architecture classique notamment à Delphes, Bassae et Corinthe. À l'issue de ce séjour, en 1957, il devient docteur ès lettres après avoir soutenu une thèse sur l'architecture de l'Argolide durant les IVe et IIIe siècles av. J.-C. à l'université Paris-Sorbonne,,. Cette thèse fait l'objet d'une publication en 1961,.
Lorsqu'il revient en France, Roux enseigne quelque temps à l'université de Montpellier, puis, en 1961, est nommé professeur à l'université de Lyon, où il est amené à enseigner la littérature grecque et l’archéologie,. À l'université de Lyon II, Roux dirige plusieurs thèses d'histoire de l'art et d'archéologie dont celles de Catherine Diederichs (née Pouilloux) en 1979 et de Marie-Christine Hellmann en 1990.
Il prend sa retraite académique et est nommé professeur émérite en 1985. En parallèle de son activité universitaire, Roux opère des travaux archéologiques en Grèce, puis de 1965 à 1974, il entreprend des fouilles sur le site de Salamine de Chypre, aux côtés de Jean Pouilloux,, qu'il rencontre pour la première fois en 1939 au lycée Henri-IV durant ses études de classe préparatoire littéraire.
Il épouse Jeanne Roux philologue, enseignante de langue et littérature grecque à l'université de Lyon et spécialiste du théâtre d'Euripide, qui l'accompagne dans ses voyages, notamment en Corinthie,,, à Délos, à Thasos, à Chypre ainsi qu'à Delphes. Ils ont notamment publié ensemble un ouvrage sur la Grèce — ouvrage qui, pour l'archéologue Sémni Karoúzou, « restera le témoignage d'une affection profonde pour le peuple grec » — et un article intitulé « Un décret du politeuma des Juifs de Bérénikè en Cyrénaïque au Musée lapidaire de Carpentras ».

## Fouilles et travaux
Sous l'égide de l'École française d'Athènes, Roux, aux côtés de René Ginouvès, entreprend des fouilles sur le site de l'agora de l'île de Thasos dans les années 1950,. Sous le passage dit des Théores, les fouilles de Roux et de son équipe permettent de dégager des ruines datées de l'époque archaïque. Lors de cette campagne de fouilles, l'archéologue vauclusien et son équipe ont également mis en évidence un autel in antis dédié à Athéna Propylaia.
De 1965 à 1974, Roux effectue plusieurs missions archéologiques à Chypre, notamment sur le site de Salamine. Lors des fouilles sur le site de la ville protobyzantine, il met au jour les vestiges de la basilique de la Campanopetra.
L'intérêt de Roux pour l'architecture de la Grèce antique le conduit à traiter et à étudier avec approfondissement des types de construction tels que le tholos, dont un travail de synthèse fait l'objet d'une publication en 1992 dans l'ouvrage collectif The Rotunda of Arsinoe,, ou encore les « salles de banquet », travail publié en 1973. En outre, dans les années 1950, il procède au réexamen d'une base mise au jour dans le sanctuaire dédié aux Muses au mont Hélicon, élément architectural identifié par Paul Jamot comme appartenant à un temple. L'analyse de Roux contredit l'interprétation de Jamot et met en évidence qu'il s'agit de la base d'un autel, voire d'une exèdre
Ses travaux à Delphes l'amènent à entreprendre principalement une restitution détaillée de la terrasse d'Attale Ier et l'historique de la construction du temple d'Apollon au cours du IVe siècle av. J.-C. à travers l'étude des épigraphies inscrites sur les différentes parties de ce monument.
Roux opère également des fouilles et études épigraphiques dans le sanctuaire d'Épidaure, notamment sur l'autel dédié à Apollon Maléatas, le temple d'Asclépios et le temple d'Artémis.
Enfin, dans un autre domaine, Roux dans les années 1950 et 1960, s'attache à analyser et définir le sens de termes du vocabulaire d'architecture grecque antique, dont les mots xulôma, tarsos, tylôsis, tupoi, kolossos ou encore tupos.

## Membre et correspondant de sociétés savantes et d'instituts de recherche
Il a fait partie de l'École française d'Athènes à partir de 1948. Roux, à l'instar de René Ginouvès, son ami de jeunesse, cesse d'être membre du personnel scientifique de l'École en septembre 1956.
Roux a été l'un des fondateurs de la Maison de l'Orient et de la Méditerranée, créée en 1975 ; il y a notamment dirigé l'une de ses bibliothèques, alimentée par des fonds issus de la bibliothèque de Salomon Reinach et s'est occupé d'encadrer des séminaires spécialisés sur les temples et les sanctuaires antiques au Centre d’Archéologie classique.
Roux a été membre et correspondant de l'Académie des inscriptions et belles-lettres de Paris, membre de l'Académie des sciences, belles-lettres et arts de Lyon, membre correspondant pour la Société archéologique d'Athènes ainsi que membre correspondant auprès l’Institut archéologique allemand. Il a été également membre de l'Association pour l'encouragement des études grecques en France à partir de 1947 dont il est le président en 1983.

## Décorations, distinctions et récompenses
- Commandeur de l'ordre des Palmes académiques[4] ;
- Officier de l'ordre du Phénix[4].

## Publications
Pour Marie-Christine Hellmann et Marguerite Yon, les publications (ouvrages et articles) écrites et co-écrites par Georges Roux sont révélatrices : 

« pour lui l’archéologie était indissociable des textes, il allait jusqu’à proclamer que, plus il enseignait le grec ancien, plus il se sentait archéologue... Mais on se tromperait gravement en croyant qu’il préférait les livres au « terrain ». »

— Marie-Christine Hellmann et Marguerite Yon, 2003, p. 361-362,.

### Ouvrages
- L'Amphictionie, Delphes et le temple d'Apollon au IVe siècle, vol. 8, Maison de l'Orient et de la Méditerranée, 1979 (lire en ligne).
- Directeur d'ouvrage et co-auteur, Temples et sanctuaires. Séminaire de recherche 1981-1983., 1984 (lire en ligne).
- avec Jean Pouilloux, Énigmes à Delphes, Université de Lyon, Faculté des Lettres, Institut F. Courby, 1963 (lire en ligne).
- Salamine de Chypre, vol. 15 : La basilique de la Campanopétra., Paris, de Boccard, 1998, 318 p. (lire en ligne).
- Pausanias en Corinthie (Livre II, 1 à 15). Texte : traduction : commentaire archéologique et topographique, 1958 (Compte rendu d'ouvrage par Charles Delvoye dans L'Antiquité Classique [lire en ligne]).
- Delphes, son oracle et ses dieux, 1976 (lire en ligne).
- Le Temple de Bassae : relevés et dessins du temple d'Apollon à Bassae, conservés à la Bibliothèque Nationale et Universitaire de Strasbourg, 1976[Note 1].
- avec Charles Delvoye, La civilisation grecque de l'Antiquité jusqu'à nos jours, 1967 (lire en ligne).
- Fouilles de Delphes, t. II : La terrasse d'Attale 1er, De Broccard, 1987 (lire en ligne).

### Articles
- « Une table chrétienne de Delphes. », Bulletin de correspondance hellénique, vol. 97, no livraison 1,‎ 1973, p. 137-144 (DOI 10.3406/bch.1973.2123, lire en ligne, consulté le 17 décembre 2020).
- « Le Val des Muses, et les Muses chez les auteurs anciens », Bulletin de correspondance hellénique, vol. 78,‎ 1954, p. 22-48 (DOI 10.3406/bch.1954.2431, lire en ligne, consulté le 18 décembre 2020).
- « Eschyle, Hérodote, Diodore de Sicile, Plutarque racontent la bataille de Salamine », BCH, vol. 98, no 1,‎ 1974, p. 87 (lire en ligne, consulté le 18 décembre 2020).
- « Salles de banquets à Délos. », Bulletin de correspondance hellénique., no Supplément 1,‎ 1973, p. 525-554 (DOI 10.3406/bch.1973.5077, lire en ligne, consulté le 18 décembre 2020).
- « À propos des gymnases de Delphes et de Délos. Le site du Damatrion de Delphes et le sens du mot sphairistérion. », Bulletin de correspondance hellénique, vol. 104, no livraison 1,‎ 1980, p. 127-149 (DOI 10.3406/bch.1980.1959, lire en ligne, consulté le 18 décembre 1020).
- « Deux riches offrandes dans le sanctuaire de Delphes. », Journal des savants, nos 3-4,‎ 1990, p. 221-245 (DOI 10.3406/jds.1990.1537, lire en ligne, consulté le 18 décembre 2020).
- « Samothrace, le sanctuaire des Grands Dieux et ses mystères. », Bulletin de l'Association Guillaume Budé, no 1,‎ mars 1981, p. 2-23 (DOI 10.3406/bude.1981.1088, lire en ligne, consulté le 22 décembre 2020).
- « Le sens de ΤΥΠΟΣ », Revue des Études Anciennes, t. 63, nos 1-2,‎ 1961, p. 5-14 (DOI 10.3406/rea.1961.5681, lire en ligne, consulté le 30 décembre 2020).
- « Sur quelques termes d'architecture », Bulletin de correspondance hellénique, vol. 80,‎ 1956, p. 507-521 (DOI 10.3406/bch.1956.6540, lire en ligne, consulté le 30 décembre 2020).

## Hommages et postérité
En 1989, en avant-propos d'un livre d'hommages dédié à Georges Roux, les archéologues Marie-Thérèse Le Dinahet, Roland Étienne, Marguerite Yon, mettent en perspective les deux termes de l'intitulé de l'ouvrage, architecture et poésie, qui « ont été placées très tôt par Georges Roux au centre de son œuvre » et que la phrase de René Char « Les pierres s'ajoutaient aux pierres, des mains utiles les aimaient », qui a été utilisée comme préambule à sa thèse d'État, symbolise ses travaux de terrain. En outre, Le Dinahet, Étienne et Yon soulignent que : « [...] l'esprit de géométrie et le goût de la poésie sont inscrits dans la culture antique, et c'est de cette culture antique que Georges Roux, spécialiste d'archéologie classique, fut nourri et qu'il sut si bien diffuser ». Les trois archéologues ajoutent que, dans le cas de l'archéologue vauclusien, « [...] l'union de l'archéologie, de la littérature et de la pédagogie fut une réussite exemplaire ». En 2003, Marie-Christine Hellmann et Marguerite Yon complètent cette remarque sur les compétences pédagogiques de Roux soulignant qu'il « se distinguait par un don particulier pour communiquer à son public [...] sa passion pour la littérature grecque, surtout la poésie » et ainsi que ses connaissances dans le domaine de l'architecture grecque antique . Philippe Gauthier pose le même constat, estimant que, bien que les analyses et les postulats de Roux aient pu faire l'objet de critiques, il a été largement reconnu pour ses capacités oratoires.

Pour Gilbert Dragon, président de l'Académie des inscriptions et belles-lettres, lors de son allocution d'hommage post-mortem à Georges Roux, 

« la publication de l'immense basilique de la Campanopétra nous a montré avec quel brio l'archéologue « classique » savait comprendre les problèmes de l'archéologie paléochrétienne et interpréter les restes monumentaux en fonction du programme liturgique chrétien »

— Gilbert Dragon, 2003, p. 1085.

Pour Bernard Grillet, 

« Georges Roux observait une rigueur scientifique toujours ouverte sur des hypothèses, guidé par son sens des réalités, son don d'observation et sa connaissance de la société antique. »

— Bernard Grillet, 2003.